# Calcio d'inizio

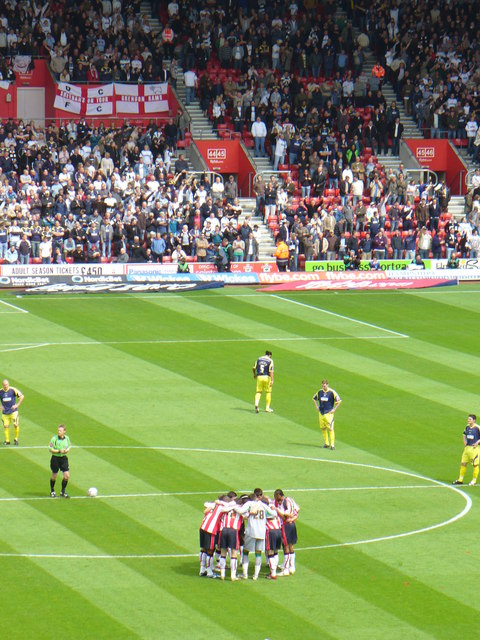
Le squadre e l'arbitro si apprestano a disporsi in campo per l'esecuzione del calcio d'inizio.

Il calcio d'inizio è il modo con cui nel calcio si dà inizio ad una gara, o a ciascuno dei tempi regolamentari o supplementari, e con cui riprende il gioco dopo che sia stata segnata una rete. È disciplinato dalla Regola 8 del Regolamento del gioco del calcio.

## Esecuzione
Il pallone è posto sul punto centrale del terreno di gioco. Prima che il calcio d'inizio venga eseguito, tutti gli avversari devono trovarsi ad almeno 9,15 metri (10 iarde del sistema imperiale) di distanza dal pallone, ovvero fuori dal cerchio di centrocampo, anche detto lunetta. Tutti i giocatori devono inoltre trovarsi all'interno delle proprie metà campo. Quando tutti i calciatori hanno preso posizione in conformità alla regola, l'arbitro emette il fischio che autorizza l'esecuzione del calcio d'inizio. Dal 2016 il regolamento prevede che il pallone possa essere calciato in ogni direzione, non più solo in avanti come in precedenza.
Un gol può essere segnato su calcio d'inizio, unicamente contro la formazione avversaria.

## Infrazioni e sanzioni
Il calciatore che effettua il calcio d'inizio non deve ritoccare  il pallone prima che questo venga toccato da qualche altro calciatore, pena un calcio di punizione indiretto. Se il secondo contatto avviene con le mani, l'arbitro punirà l'infrazione più grave, assegnando un calcio di punizione diretto o un calcio di rigore alla squadra avversaria, se il tocco di mano avviene in area. Se però il calcio d'inizio è stato effettuato dal portiere, e questi toccasse il pallone con le mani all'interno della propria area di rigore prima che qualche altro giocatore abbia toccato il pallone, non verrà assegnato un calcio di rigore, ma un calcio di punizione indiretto.
Per qualunque altra infrazione (pallone non posizionato nel punto centrale del terreno di gioco, avversari a meno di 9,15 metri dal pallone, ecc.), il calcio d'inizio deve essere ripetuto.

## Altre caratteristiche
Il calcio d'inizio, in circostanze speciali (come partite di beneficenza), può essere battuto anche da una persona estranea alle squadre; in questo caso il pallone non è considerata in gioco, e la squadra che ha il diritto di battere ripete il calcio d'inizio.